# 박종진 (1957년)
박종진(朴鐘珍, 1957년 ~ )는 대한민국의 군인이다. 제41대 제1야전군사령관이다.

## 학력
- 육군3사관학교 17기
- 육군보병학교
- 경희대학교 행정대학원 안보정책전공.석사
- 서울대 미래안보전략기술 최고위과정

## 경력
- 제37사단장 (육군 소장)
- 육군본부 감찰실장
- 육군 제6군단장 (육군 중장)
- 육군 제3야전군사령부 부사령관
- 육군 제1야전군사령관[1] (육군 대장)
- ~ 2022.03 KAI 사외이사
  - KAI 감사위원회 위원
  - KAI 사외이사후보추천위원회 위원
- 서원대학교 석좌교수
- 20대 대통령선거 이재명후보캠프에서 스마트강군 위원장
- 21대 이재명대통령후보 선거캠프에서 국방안보위원회 고문.  후보직속 국방안보특보단장